# خانه آقای کریم پرتوی
خانه آقای کریم پرتوی مربوط به دوره قاجار است و در شهرستان فومن، شهرک تاریخی ماسوله واقع شده و این اثر در تاریخ ۲۵ اسفند ۱۳۸۰ با شمارهٔ ثبت ۵۳۴۸ به‌عنوان یکی از آثار ملی ایران به ثبت رسیده است.